# Castillo de la Puebla del Maestre

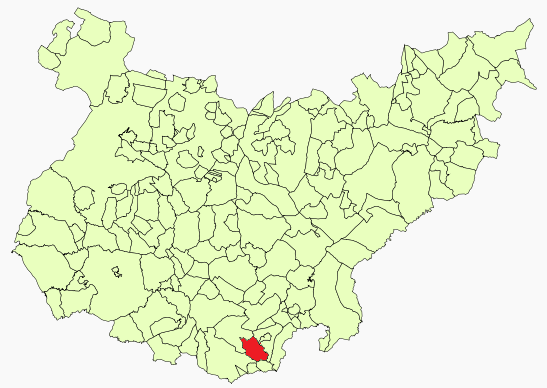
Ubicación del castillo en la provincia de Badajoz.

El Castillo de la Puebla del Maestre es una edificación defensiva cuyos orígenes se remontan al último tercio del siglo XV. Se encuentra en el municipio español de la Puebla del Maestre, en la comarca de la Campiña Sur, provincia de Badajoz y Comunidad Autónoma de Extremadura, 133 km al sur de la capital provincial.

## Historia
La villa donde se sitúa esta fortificación fue propiedad, de forma alternativa, de la Orden de Santiago y de personajes privados. En 1475 el Maestre de la Orden de Santiago Alonso de Cárdenas compró la villa de «La Puebla» y desde entonces pasó a llamarse Puebla del Maestre sobre la cual ostentó un señorío particular otorgado por los Reyes Católicos; más adelante le concedieron el título de Condado a sus descendientes.

## La torre

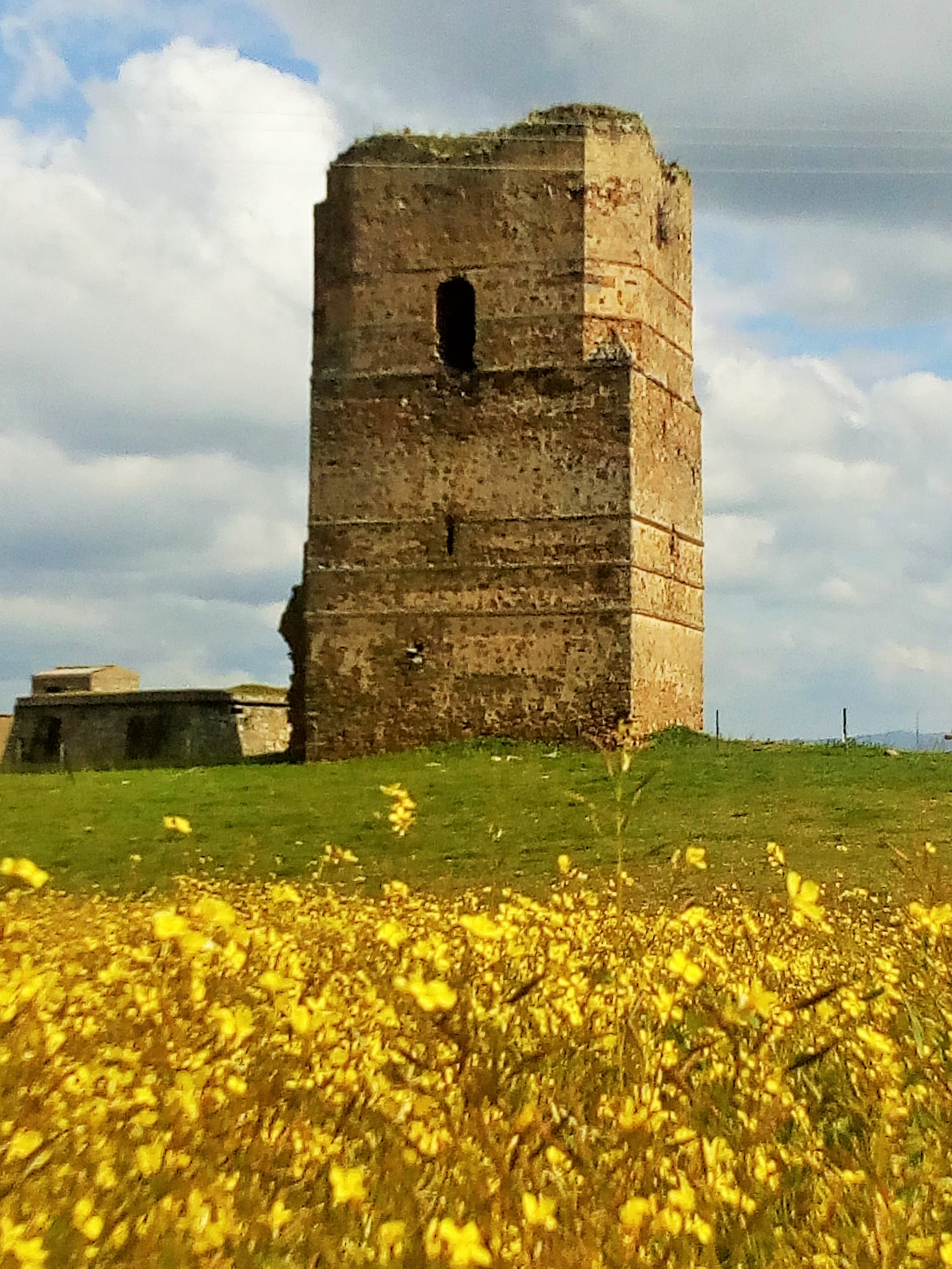
Torreón defensivo del construido por Alonso de Cárdenas.

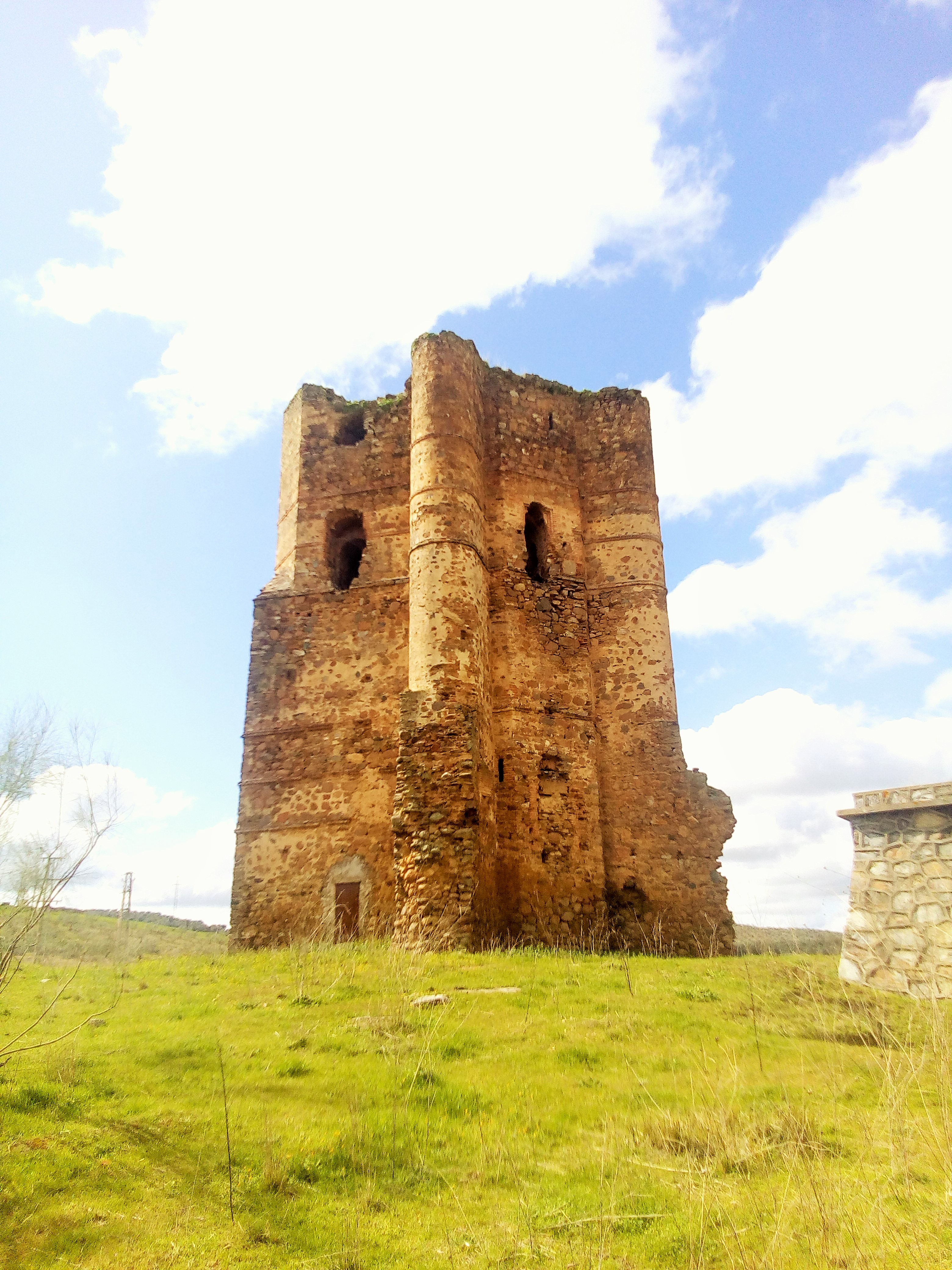
Torreón defensivo del construido por Alonso de Cárdenas.

La muralla perimetral y las dependencias a ella adosadas han desaparecido casi por completo. De toda la fortaleza solo se conserva la torre del homenaje, que originalmente guarnecía una de las esquinas del recinto amurallado. Tiene planta cuadrada de 12 m de lado y 25 m de altura, y está formada por dos cuerpos superpuestos que se diferencian claramente: el inferior, con una sola esquina achaflanada —la que daba a la parte interior del recinto—, y el superior, sin retranqueo en los paramentos pero con las cuatro esquinas achaflanadas. Tiene aspilleras a media altura, y en el cuerpo superior se abren vanos de buen tamaño en los lienzos donde hubo matacanes. El chaflán que daba al interior del recinto está flanqueado por dos estrechos cubos artilleros de frente redondeada. La fábrica es de mampostería de piedra y cal, con algunas verdugadas de ladrillo visto que se intercalan como elemento decorativo: tres en el cuerpo inferior y otras tres en el superior. El interior no es accesible porque están tapiadas las puertas.